# Intrahistoire
Le terme « intrahistoire » ou « infrahistoire » a plusieurs sens. Le concept a été introduit par Miguel de Unamuno pour désigner la "vie silencieuse", qui servirait de décor à l'histoire la plus visible. Unamuno compare la « grande histoire » (historia oficial), celle qui fait la Une des journaux, à "la vie intra-historique" dont on ne parle jamais. Un vie d'évènements qui n'anime pas l'actualité mais qui, pourtant, structure la société.
Miguel de Unamuno l'explique dans son ouvrage L'Essence de l'Espagne paru en 1902 (trad. Marcel Bataillon, Paris, Gallimard, 1923, 1967, p. 40-41) :

« Les vagues de l'histoire, avec leur rumeur et leur écume miroitante au soleil, roulent sur une mer massive, profonde, infiniment plus profonde que la couche qui ondule sur cette mer silencieuse dont le fond dernier n'est jamais atteint par le soleil. Tout ce qu'il contient quotidiennement les journaux, toute l'histoire du "moment historique présent", à la surface de la mer ; surface figée et cristallisée dans les bibliothèques et les archives, et, sous cette forme cristallisée, couche dure, sans plus d'importance par rapport à la vie infra-historique n'en a la misérable écorce sur laquelle nous vivons par rapport à l'immense foyer ardent qu'elle porte en elle. Les journaux ne disent rien de la vie silencieuse des millions d'hommes sans histoire qui à chaque heure du jour et dans tous les pays du globe se lèvent sur un ordre du soleil et vont à leurs champs pour continuer l'obscure et silencieuse tâche quotidienne et éternelle, cette tâche semblable à celle des madrépores au fond des océans et qui jette les bases sur lesquelles s'érigent les ilots de l'histoire. C'est sur le silence auguste, disais-je, qui sont prend appui et vie : c'est sur l'immense humanité silencieuse qui est dressent ceux qui font du bruit dans l'histoire. Cette vie intra-historique, silencieuse et massive comme le fond même de la mer, c'est la substance du progrès, la vraie tradition, la tradition éternelle, bien différente de la tradition mensongère qu'on a coutume d'aller demander au passé enseveli dans les livres et les papiers, les monuments et les pierres. »

D'autres écrivains, comme l'américaniste María Dolores Pérez Murillo, de l'université de Cadix, mettent ce terme en lien avec l'histoire des groupes sociaux marginalisés dans l'historiographie, qui peuvent être étudiés en recourant notamment aux sources orales et en s'intéressant aux trajectoires d'individus méconnus. Dans cette acception spécifique, le terme peut dans une certaine mesure être rapproché de la microhistoire.